# Cross-country éliminatoire
Le cross-country éliminatoire, en anglais cross-country eliminator (XCE) ou Mountain Bike eliminator, est un format de course de vélo tout-terrain, qui voit s'affronter quatre coureurs sur un circuit d'environ 1 km. Les deux meilleurs de chaque manche se qualifient pour la suivante, jusqu'à ce qu’il ne reste plus que quatre coureurs, qui se retrouvent en finale, tandis que les deux derniers de chaque manche sont éliminés. Le XCE est un mélange de Four-cross et de cross-country (XC).
Le format de course est né en Allemagne en 2010, avant d'être testé par l'UCI en 2011 à Dalby Forest et Nové Město na Moravě. Il est officiellement intégré à la Coupe du monde de VTT en 2012 par l'UCI. Lors de la Coupe du monde de VTT 2012, seules 3 manches comportent une épreuve de XCE : Houffalize, Nové Město na Moravě et La Bresse.
Le XCE diffère fortement du XC par son format très court de type sprint (les courses durent de 1 minute 30 à deux minutes), et sa séparation en sous-courses de quatre coureurs. Les parcours sont en revanche plus proches du cross-country, avec sections montantes, descendantes et techniques.
La première course de XCE lors d'une coupe du monde a eu lieu le 13 avril 2012 à Houffalize, et est gagnée par Brian Lopes (États-Unis) et Annie Last (Grande-Bretagne).
Le premier championnat du monde a lieu le 9 septembre 2012 à Saalfelden en  Autriche.
Le XCE disparaît du calendrier de la coupe du monde en 2015 et 2016, la discipline n'ayant pas réussi à attirer l'intérêt des sponsors et des meilleurs coureurs,. Elle est réintégrée en 2017.